# Babushara
Babushara (en georgiano: ბაბუშარა; en abjasio: Бабышира) es un pueblo que pertenece a la parcialmente reconocida República de Abjasia, parte del distrito de Gulripshi, aunque de iure pertenece al municipio de Gulripshi de la República Autónoma de Abjasia de Georgia.

## Geografía
Babushara está a 8 km al sureste de Gulripshi. Limita con Pshapi en el noroeste y Dranda en el noreste; al este se encuentra Adziubzha en el distrito de Ochamchire. Las aldeas de Korasi y Varcha están bajo la administración del pueblo.

## Historia
Ya en el siglo XIX, el pueblo se llamaba Babyshira. Sin embargo cuando terminó la guerra ruso-circasiana, la población local fue deportada al Imperio otomano (muhayir), y los nuevos colonos de Georgia y Rusia adaptaron el nombre a sus idiomas. 
En la década de 1960 se construyó un aeropuerto de Sujumi en el territorio de la aldea, que sirvió tanto para aviación civil como a la militar. 
Durante la guerra de Abjasia (1992-1993), el pueblo y el aeropuerto sufrieron graves daños y la zona del aeropuerto incluso quedó minada. Aunque la vida volvió al pueblo, muchos edificios, incluidos los antiguos edificios de la terminal y el balneario de la zona, quedaron marcados por los combates, por lo que aún hoy existen solo como edificios abandonados con mampostería perimetral (sin ventanas ni puertas).

## Demografía
La evolución demográfica de Babushara entre 1959 y 2011 fue la siguiente:
| 2680                                                | 5082 | 2696 |
| (Fuente: Population of Abkhazia since Soviet times) |      |      |

La población ha disminuido la población casi un 50% (la mayoría de la población que se fue era en su mayoría georgianos) tras la guerra de Abjasia. En la actualidad la mayoría de la población es abjasia, pero antes de la guerra estaba formada en su mayoría por georgianos, rusos y armenios. 
|              | 2011      | 2011       |
| Grupo étnico | Población | Porcentaje |
| ------------ | --------- | ---------- |
| Georgianos   | 120       | 4,5%       |
| Abjasios     | 1946      | 72,2%      |
| Rusos        | 327       | 12,1%      |
| Ucranianos   | 30        | 1,1%       |
| Armenios     | 122       | 4,5%       |
| Griegos      | 7         | 0,3%       |
| Total        | 2696      | 100%       |

## Infraestructura

### Transporte
La carretera que conecta Sujumi con Georgia atraviesa el pueblo y también hay una estación de tren. Además se encuentra en el pueblo el aeropuerto que sirve a Sujumi, el aeropuerto de Sujumi-Babushara.